# Olof Hansson Rudman
Olof Hansson Rudman död 11 juli 1693 i Skänninge, Östergötlands län, var rådman i Skänninge stad. 

## Biografi
Rudman blev 21 juni 1673 rådman i Skänninge stad. Rudman avled 11 juli 1693 i Skänninge.

### Familj
Rudman gifte sig första gången med Sara Erichsdotter (död 1681). De fick tillsammans barnen Peter, Alfwa, Anna och Alfwa. 
Rudman gifte sig andra gången med Maria Palman.